# Sergej Nikolaevič Reformatskij
Sergej Nikolaevič Reformatskij (in russo Серге́й Никола́евич Реформа́тский?; Borisoglebskoe, 1º aprile 1860 – Mosca, 27 dicembre 1934) è stato un chimico russo, famoso per le sue ricerche di chimica organometallica.

## Vita
Figlio di un prete, nacque nel villaggio di Borisoglebskoe, nel governatorato di Kostroma (oggi oblast' di Ivanovo). Studiò all'Università di Kazan' con Aleksandr Michajlovič Zajcev fino al 1882. Continuò la sua formazione con Viktor Meyer all'Università di Heidelberg e con Wilhelm Ostwald all'Università di Lipsia. Nel 1891 ottenne il dottorato, e l'anno successivo fu nominato professore di chimica organica all'Università San Vladimiro di Kiev (oggi Università Nazionale Taras Ševčenko di Kiev), dove rimase fino alla morte.

## Contributi
Nel 1887 scoprì la reazione di Reformatskij, che utilizza un reagente zinco organico. A quel tempo l'uso dello zinco nelle reazioni organiche era comune; in seguito fu sostituito dal magnesio che è più conveniente da utilizzare. Tuttavia per la sintesi di β-idrossi acidi la reazione di Reformatsky rimane una via conveniente, perché i reattivi di Grignard basati sul magnesio portano a prodotti differenti.

## Riconoscimenti
Reformatskij fu membro dell'Accademia russa delle scienze (1929).